# Katia Piccolini
| jaar | rang enkelspel | rang dubbelspel |
| ---- | -------------- | --------------- |
| 1988 | 302            | –               |
| 1989 | 180            | 284             |
| 1990 | 47             | 560             |
| 1991 | 62             | 164             |
| 1992 | 103            | 270             |
| 1993 | 284            | –               |
| 1994 | 967            | –               |
|      |                |                 |
| 1997 | 607            | –               |
| 1998 | 351            | 823             |
| 1999 | 605            | –               |

Katia Piccolini (L'Aquila, 15 januari 1973) is een voormalig tennisspeelster uit Italië. Piccolini speelt rechtshandig. Zij was actief in het internationale tennis van 1988 tot en met 1999.

## Loopbaan

### Enkelspel
Piccolini debuteerde in 1988 op het ITF-toernooi van Rome (Italië). Later dat jaar stond zij voor het eerst in een finale, op het ITF-toernooi van Ortisei (Italië) – zij verloor van de Duitse Christiane Hofmann. Een week later veroverde Piccolini haar eerste titel, op het ITF-toernooi van Subiaco (Italië), door landgenote Francesca Romano te verslaan. In totaal won zij zeven ITF-titels (alle in Italië), de laatste in 1998 in Fiumicino.
In 1989 speelde Piccolini voor het eerst op een WTA-hoofdtoernooi, op het toernooi van Tarente. Zij stond in 1990 voor het eerst in een WTA-finale, op het toernooi van Athene – zij verloor van de Zweedse Cecilia Dahlman. In 1991 veroverde Piccolini haar enige WTA-titel, op het toernooi van San Marino, door landgenote Silvia Farina te verslaan.
Piccolini vertegenwoordigde haar land op de Olympische spelen van 1992 in Barcelona, waar zij met een wildcard was toegelaten.
Haar beste resultaat op de grandslamtoernooien is het bereiken van de derde ronde, op het US Open 1990. Haar hoogste notering op de WTA-ranglijst is de 37e plaats, die zij bereikte in juli 1991.

### Dubbelspel
Piccolini was in het dubbelspel minder actief dan in het enkelspel. Zij debuteerde in 1988 op het ITF-toernooi van Caserta (Italië), samen met landgenote Natalia Baudone – zij bereikten er de halve finale. Zij bereikte nooit een dubbelspelfinale.
In 1989 speelde Piccolini voor het eerst op een WTA-hoofdtoernooi, op het toernooi van Barcelona, samen met de Spaanse Ana Larrakoetxea – zij bereikten er de tweede ronde. Verder dan dat is zij nooit gekomen.
Haar hoogste notering op de WTA-ranglijst is de 160e plaats, die zij bereikte in april 1992.

## Palmares
| Legenda                |
| ---------------------- |
| Grandslamtoernooi      |
| Olympische Spelen      |
| Year-End Championships |
| Tier I                 |
| Tier II                |
| Tier III               |
| Tier IV & V            |

### WTA-finaleplaatsen enkelspel
| nr.              | finale     | toernooi       | ondergrond | tegenstandster  | score    | ref   |
| ---------------- | ---------- | -------------- | ---------- | --------------- | -------- | ----- |
| gewonnen finales |            |                |            |                 |          |       |
| 1.               | 1991-07-21 | WTA San Marino | gravel     | Silvia Farina   | 6-2, 6-3 | [ 5 ] |
| verloren finales |            |                |            |                 |          |       |
| 1.               | 1990-09-16 | WTA Athene     | gravel     | Cecilia Dahlman | 5-7, 5-7 | [ 6 ] |

### Gewonnen ITF-toernooien enkelspel
| nr. | finale     | toernooi  | dotatie  | ondergrond | tegenstandster in finale | score         |
| --- | ---------- | --------- | -------- | ---------- | ------------------------ | ------------- |
| 1.  | 1988-07-24 | Subiaco   | $ 10.000 | gravel     | Francesca Romano         | 7-5, 6-3      |
| 2.  | 1990-04-22 | Napels    | $ 25.000 | gravel     | Marketa Kochta           | 6-2, 6-4      |
| 3.  | 1991-09-08 | Arzachena | $ 50.000 | hardcourt  | Samantha Smith           | 6-2, 6-7, 6-4 |
| 4.  | 1992-07-19 | Sezze     | $ 25.000 | gravel     | Marzia Grossi            | 6-3, 3-6, 6-2 |
| 5.  | 1992-09-27 | Acireale  | $ 25.000 | gravel     | Laura Lapi               | 6-3, 6-2      |
| 6.  | 1993-07-25 | Sezze     | $ 25.000 | gravel     | Laura Lapi               | 6-3, 6-2      |
| 7.  | 1998-07-12 | Fiumicino | $ 10.000 | gravel     | Alessia Lombardi         | 6-2, 1-6, 6-2 |

## Resultaten grandslamtoernooien
| Legenda | Legenda                          |
| ------- | -------------------------------- |
| g.t.    | geen toernooi gehouden           |
| l.c.    | lagere categorie                 |
| –       | niet deelgenomen                 |
| G       | uitgeschakeld in de groepsfase   |
| 1R      | uitgeschakeld in de eerste ronde |
| 2R      | uitgeschakeld in de tweede ronde |
| 3R      | uitgeschakeld in de derde ronde  |
| 4R      | uitgeschakeld in de vierde ronde |
| KF      | uitgeschakeld in de kwartfinale  |
| HF      | uitgeschakeld in de halve finale |
| F       | de finale verloren               |
| W       | het toernooi gewonnen            |
| w-v     | winst/verlies-balans             |

### Enkelspel
| toernooi        | 1990 | 1991 | 1992 | 1993 |
| --------------- | ---- | ---- | ---- | ---- |
| Australian Open | –    | –    | –    | –    |
| Roland Garros   | 1R   | 1R   | 2R   | 1R   |
| Wimbledon       | 1R   | –    | –    | –    |
| US Open         | 3R   | 1R   | –    | –    |